# Dysdera fervida
Espèce
Synonymes
- Dysdera erythrina fervida Simon, 1882

Dysdera fervida est une espèce d'araignées aranéomorphes de la famille des Dysderidae.

## Distribution
Cette espèce est endémique de Corse en France.
Sa présence aux îles Baléares est incertaine.

## Publication originale
- Simon, 1882 : Études Arachnologiques. 13e Mémoire. XX. Descriptions d'espèces et de genres nouveaux de la famille des Dysderidae. Annales de la Société Entomologique de France, sér. 6, vol. 2, p. 201-240 (texte intégral).